# Nus de cirurgià

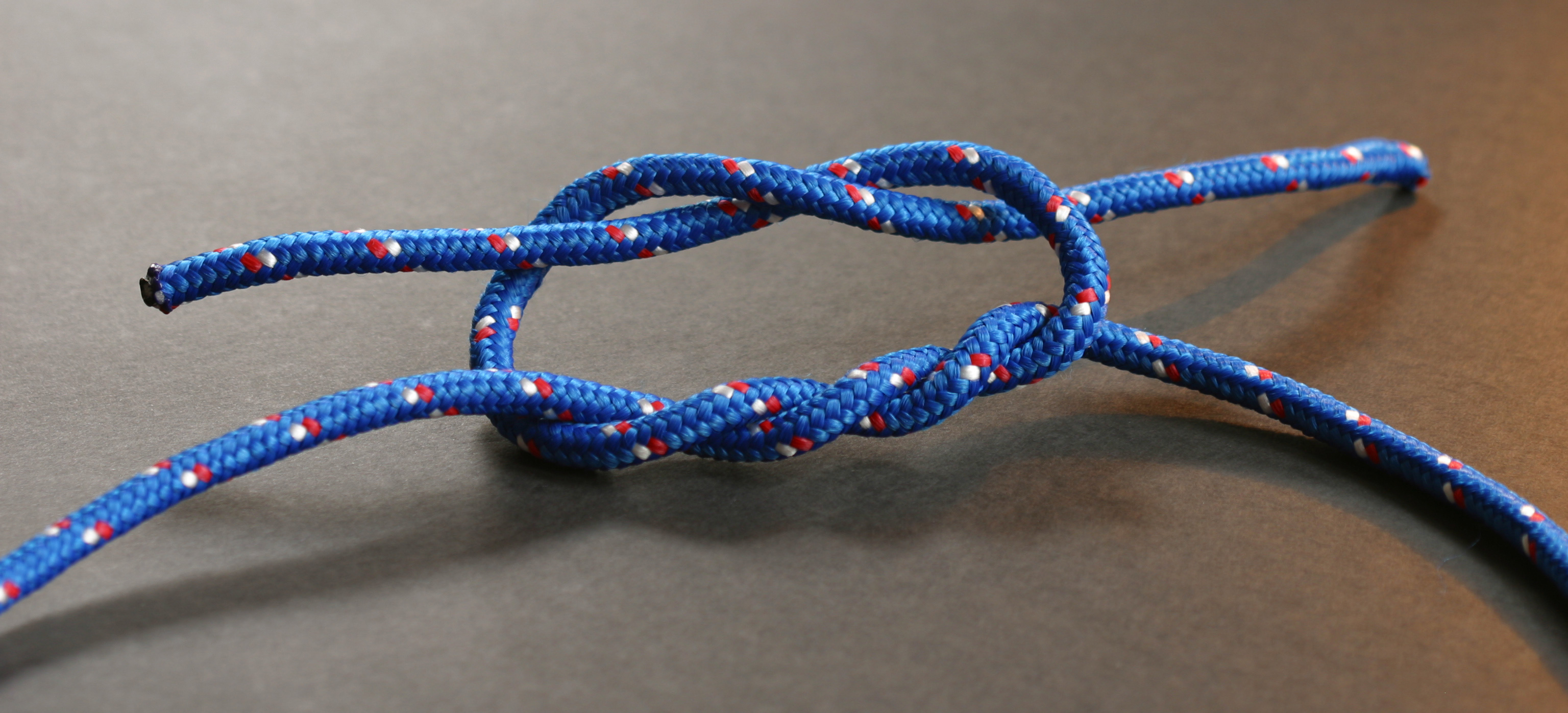
El nus de cirurgià abans de lligar-se mostrant els dos girs a la part inferior i un a la part superior

El  nus de cirurgià  és una modificació senzilla del nus d'escull. Se li afegeix un gir extra lligant el primer lligat, formant un nus simple, augmentant així la fricció que fa al nus més segur. Aquest nus és comunament utilitzat per cirurgians en situacions on és important mantenir la tensió en una sutura, donant-li el seu nom. Els nusos de cirurgià són utilitzats per a la pesca amb mosca, i per lligar nusos amb cordes.

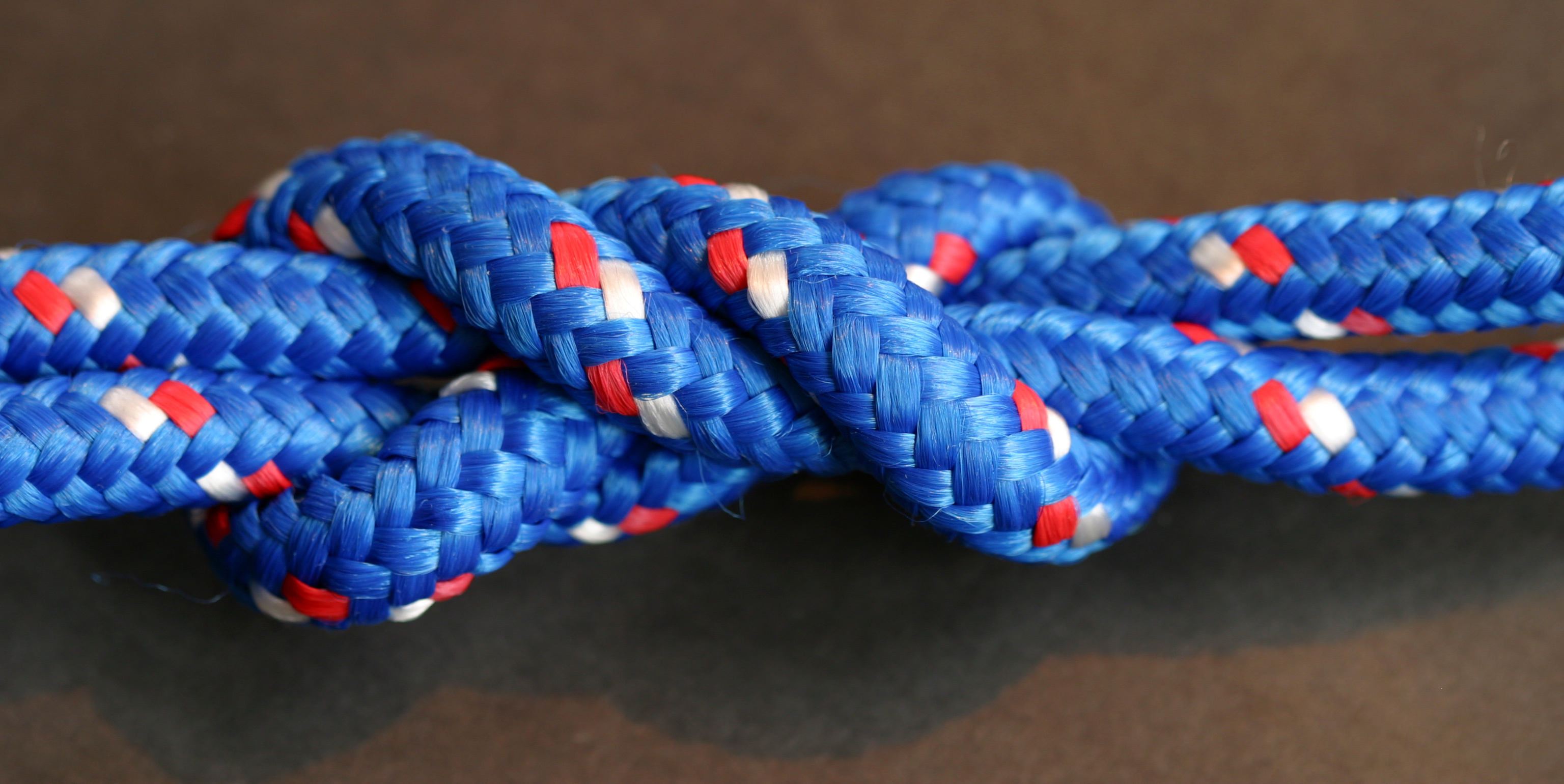
Un nus de cirurgià lligat

Segons algunes fonts el nus de cirurgià és un nus d'unió (entre dos caps de corda) molt segur i efectiu.